# Claude Fisco
Claude Joseph Antoine Fisco (Leuven, 22 januari 1736 - Kwerps, 4 januari 1825) was een militair ingenieur en architect onder de Oostenrijkse Nederlanden, de Verenigde Nederlandse Staten en het Franse bewind. Zijn neoklassieke gebouwen zijn vooral te vinden in Brussel, met voorop het ensemble genaamd Martelarenplein.

## Leven

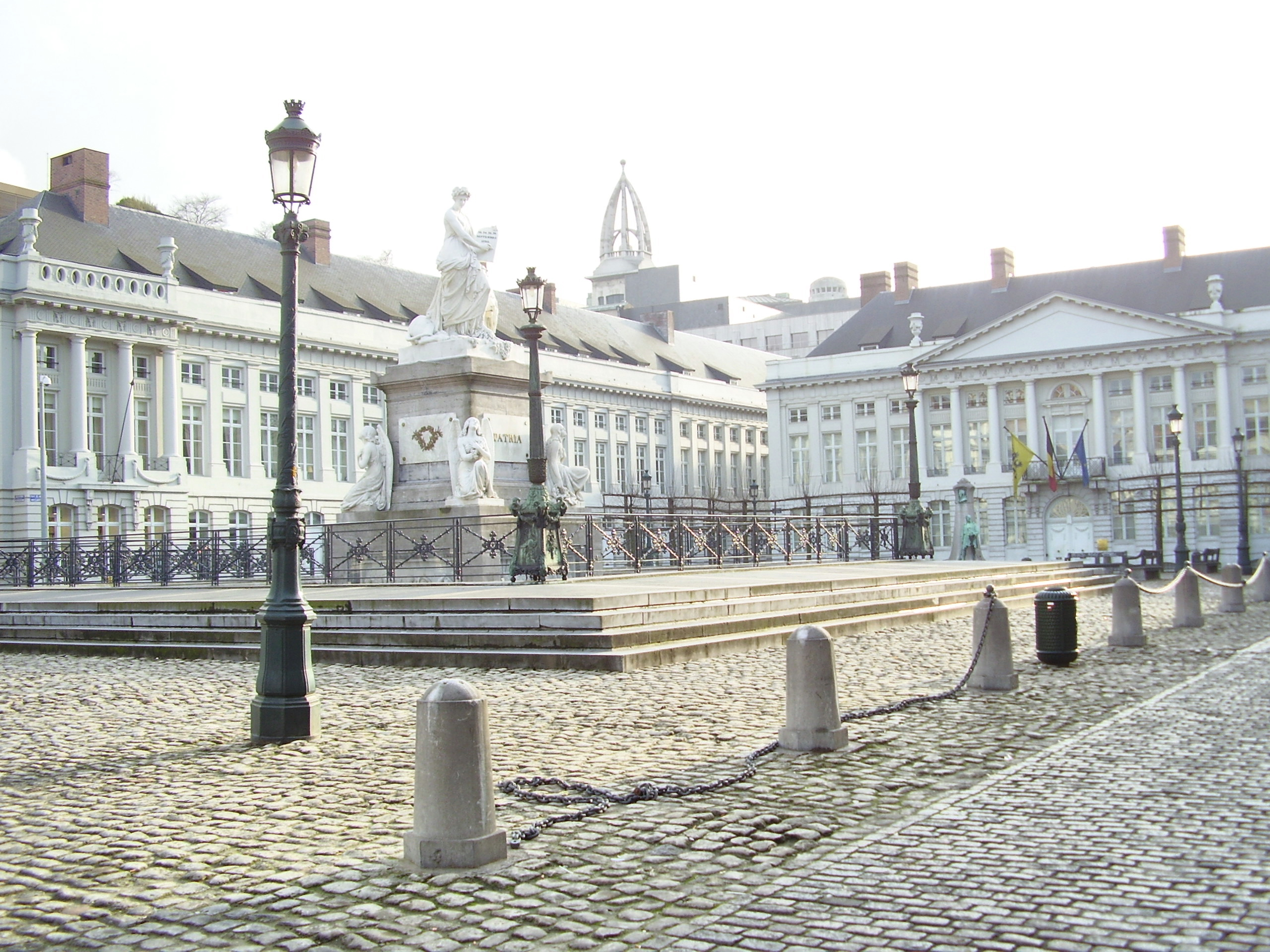
Martelarenplein in Brussel

Claude was een kind van apostolisch notaris Antoine Fisco (1700-1774) en Magdelaine Taverniers. Hij liep school in Leuven en studeerde er ook filosofie aan de universiteit. Met het oog op een militaire carrière trok hij naar Brussel om er les te volgen aan de waterbouwkundige school en aan de Architectuuracademie. In 1756 vervoegde hij het geniekorps als kadet-ingenieur. Hij nam deel aan de campagnes van de Zevenjarige Oorlog.
Fisco onderbrak zijn loopbaan in het Keizerlijk leger om civiele waterbouwkundige werken uit te voeren in de Zuidelijke Nederlanden. Op het kanaal Leuven-Dijle bouwde hij twee sluizen en hij verbeterde de bevaarbaarheid van de Dender. Voor Oostende ontwierp hij een nieuw verdedigingsplan en vergrootte hij de haven. In 1770 bracht hij de benedenloop van de Semois in kaart voor een grensregeling met Frankrijk. Vervolgens was hij betrokken bij werken aan de Antwerpse citadel. In 1771 benoemde de stad Brussel hem tot directeur openbare werken en ging hij doceren aan de Academie waar hij was opgeleid.
Voor de campagnes van 1784 en 1785 tegen Nederland nam hij weer dienst. In de aanloop naar de Brabantse Omwenteling koos hij de kant der vonckisten en werd hij gearresteerd door de Oostenrijkers. Na de Belgische overwinning verzorgde hij als ingenieur de versterkingen, maar de statisten verbanden hem uit Brussel. Bij de Oostenrijkse restauratie riep de stadsmagistraat van Brussel hem terug uit Mons (1790). Hij werd brigadegeneraal in het genie en bevocht de Franse inval, om dan in 1793 te gaan werken voor de Fransen te Rijsel. In Parijs, waar hij zijn situatie wilde regulariseren, werd hij opnieuw gearresteerd en vernam hij dat een officiële aanstelling uitgesloten was. Terug in Brussel kreeg hij grote steun om weer de leiding te nemen over de Academie, maar de stad had niet de financiële middelen. Allicht daarom verhuisde hij in 1804 naar zijn geboortestad Leuven, waar hij nog drie jaar stadsarchitect was. In 1807 ging de bejaarde Fisco wonen bij zijn neef Joseph, pastoor van Erps-Kwerps. Hij stierf er op hoge leeftijd en werd begraven in de Sint-Pieterskerk.
Fisco was lid van de vrijmetselaarsloge Heureuse Rencontre en van de geheime patriottenvereniging Pro aris et focis.

## Projecten
- Overwelving van een stuk Visscherszenne (1772)
- Onuitgevoerd project voor het Koningsplein
- Sint-Michielsplein (gereed in 1775)
- Huis en tempel van Les Amis Philanthropes in de Peterseliestraat (1775)
- Huizen in de Koolstraat en de Zilverstraat (1774-76)
- Onuitgevoerd project voor de Sint-Pieterskerk van Ukkel (1778)
- Reconstructie van Den Spauwer (1786)
- Nieuwe Graanmarkt (1787), met Remy Nivoy
- Reconstructie van de Amigogevangenis in Brussel (1791)
- Frascatizaal in Pedagogie De Lelie (1807, afgebroken in 1870)